# Bissopius rugosus
Genre
Espèce
Bissopius rugosus, unique représentant du genre Bissopius, est une espèce d'opilions laniatores à l'appartenance familiale incertaine.

## Distribution
Cette espèce est endémique du Pernambouc au Brésil.

## Description
Le mâle holotype mesure 3 mm.

## Publication originale
- Roewer, 1949 : « Über Phalangodiden I. (Subfam. Phalangodinae, Tricommatinae, Samoinae.) Weitere Weberknechte XIII. » Senckenbergiana, vol. 30, p. 11–61.